# Creu de terme (Talamanca)
La Creu de terme és una creu de terme del municipi de Talamanca (Bages) situada a la plaça de la Creu, molt a prop d'una altra creu de terme, la Creu de l'Era. Està inclosa en l'Inventari del Patrimoni Arquitectònic de Catalunya.

## Descripció
És una creu de ferro forjat de reduïdes dimensions. Té com a pedestal una ara de pedra, molt senzilla, que consta de dos blocs tallats disposats formant taula. La creu presenta els tres braços superiors amb els extrems patats, a manera de secció cilíndrica i està desplaçat de l'eix vertical central. Aquest braç s'inserta directament damunt la taula de pedra.

## Història
Durant el segle xvii, amb la recuperació demogràfica del nucli, Talamaca s'eixamplà en el que s'anomenà "El Raval". En aquest moment es construïren cases fora de l'entorn immeditat del castell i de l'església i més endavant, durant el segle xviii s'acabaren de configurar els carrers anomenats Nou i del Padró. És llavors quan es devia construir també la creu de terme que estava situada al mig d'un camí. La creu prenia importància el dia de la festa del terme, quan el capellà pujava, seguit de tot el poble, a beneir els quatre punts cardinals del terme de Talamanca. Aquest dia coincidia amb la Segona Pasqua quan a més del terme es beneïa cada portal de cada casa del poble amb aigua beneïda i sal per allunyar qualsevol mal.